# Cheirolasia burkei
Cheirolasia burkei är en skalbaggsart som beskrevs av John Obadiah Westwood 1843. Cheirolasia burkei ingår i släktet Cheirolasia och familjen Cetoniidae. Inga underarter finns listade i Catalogue of Life.

## Bildgalleri

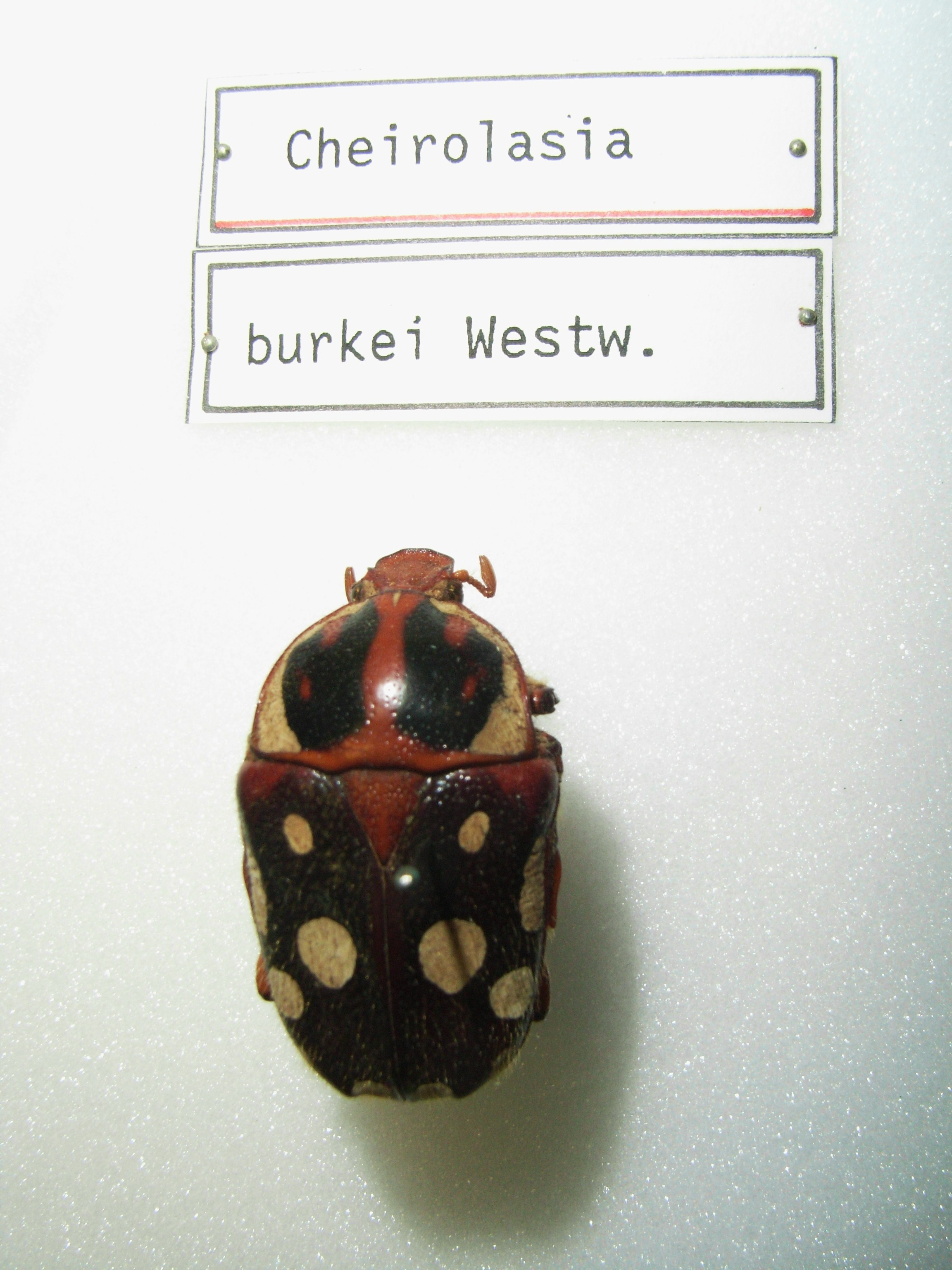